# St. Gotthardpasset (film)
|  | Denne artikel er oprettet af botten PalnaBot ud fra en ekstern database. Den kan derfor have sproglige fejl eller mangler. Denne skabelon kan fjernes efter kontrol af indholdet. |

St. Gotthardpasset er en film instrueret af Svend Aage Lorentz efter manuskript af Frede Lauritzen.

## Handling
St. Gotthardpasset er en af Alpernes koreste pasveje med kun een op- og nedtur. Filmen følger pasvejen nordfra, først gennem Reuss-dalen, hvis sider er stejle, dernæst gennem den flade Urseren-dal og i serpentiner op til pashøjden. Nedturen ender i Airolo, hvor klimaet er mildt, her munder jernbanetunnelen ud.